# Nieuw-Guinese smalbekkikkers
Nieuw-Guinese smalbekkikkers (Asterophryinae) zijn een onderfamilie van kikkers uit de familie smalbekkikkers (Microhylidae). De groep werd voor het eerst wetenschappelijk beschreven door Albert Carl Lewis Gotthilf Günther in 1858. Later werd de wetenschappelijke naam Asterophrydina gebruikt.
Er zijn ongeveer 361 soorten in 18 geslachten. Alle soorten leven in delen van Azië en komen voor in de landen de Filipijnen, Celebes, Bali, Indonesië, Nieuw-Guinea en in het uiterste noorden van Australië.

## Taxonomie
Onderfamilie Asterophryinae
- Geslacht Aphantophryne Fry, 1917
- Geslacht Asterophrys Tschudi, 1838
- Geslacht Austrochaperina Fry, 1912
- Geslacht Barygenys Parker, 1936
- Geslacht Callulops Boulenger, 1888
- Geslacht Choerophryne Van Kampen, 1914
- Geslacht Cophixalus Boettger, 1892
- Geslacht Copiula Méhely, 1901
- Geslacht Gastrophrynoides Noble, 1926
- Geslacht Hylophorbus Macleay, 1878
- Geslacht Mantophryne Boulenger, 1897
- Geslacht Oninia Günther, Stelbrink & von Rintelen, 2010
- Geslacht Oreophryne  Boettger, 1895
- Geslacht Paedophryne Kraus, 2010
- Geslacht Siamophryne Suwannapoom, Sumontha, Tunprasert, Ruangsuwan, Pawangkhanant, Korost & Poyarkov, 2018
- Geslacht Sphenophryne Peters & Doria, 1878
- Geslacht Vietnamophryne Poyarkov, Suwannapoom, Pawangkhanant, Aksornneam, Duong, Korost & Che, 2018
- Geslacht Xenorhina Peters, 1863

### Taxon inquirendum
- Microbatrachus pusillus Roux, 1910
- Microbatrachus Roux, 1910

Adelastinae · 
Asterophryinae · 
Chaperininae · 
Cophylinae · 
Dyscophinae · 
Gastrophryninae · 
Hoplophryninae · 
Kalophryninae · 
Melanobatrachinae · 
Microhylinae · 
Otophryninae · 
Phrynomerinae · 
Scaphiophryninae